# Kevin Kelsy
Kevin Jesús Kelsy Genez (Valencia, 27 luglio 2004) è un calciatore venezuelano, attaccante del Portland Timbers.

## Carriera

### Club
Cresciuto calcisticamente nelle giovanili del Mineros, esordisce a livello professionistico nel 2021, nella massima serie venezuelana. Rimane al Mineros de Guyana fino alla fine del 2022, giocando oltre trenta match di campionato, segnando cinque reti.
Nel gennaio del 2023 viene acquistato dal Boston River, che subito lo cede allo Šachtar, firmando un contratto fino al 2027.

### Nazionale
A partire dal 2022, fa parte della selezione venezuelana under-20, con cui ha preso parte al campionato sudamericano di calcio Under-20 2023 e ai Giochi Sudamericani.

## Statistiche

### Presenze e reti nei club
Statistiche aggiornate al 9 novembre 2024.
| Stagione        | Squadra         | Campionato      | Campionato | Campionato | Coppe nazionali | Coppe nazionali | Coppe nazionali | Coppe continentali | Coppe continentali | Coppe continentali | Altre coppe | Altre coppe | Altre coppe | Totale | Totale |
| Stagione        | Squadra         | Comp            | Pres       | Reti       | Comp            | Pres            | Reti            | Comp               | Pres               | Reti               | Comp        | Pres        | Reti        | Pres   | Reti   |
| --------------- | --------------- | --------------- | ---------- | ---------- | --------------- | --------------- | --------------- | ------------------ | ------------------ | ------------------ | ----------- | ----------- | ----------- | ------ | ------ |
| 2021            | Mineros         | PD              | 8          | 0          | -               | -               | -               | -                  | -                  | -                  | -           | -           | -           | 8      | 0      |
| 2022            | Mineros         | PD              | 23         | 5          | -               | -               | -               | -                  | -                  | -                  | -           | -           | -           | 23     | 5      |
| Totale Mineros  | Totale Mineros  | Totale Mineros  | 31         | 5          |                 | -               | -               |                    | -                  | -                  |             | -           | -           | 31     | 5      |
| gen.-giu. 2023  | Šachtar         | PL              | 14         | 5          | -               | -               | -               | UCL+UEL            | 0+3                | 0+1                | -           | -           | -           | 17     | 6      |
| 2023-2024       | Šachtar         | PL              | 13         | 2          | CU              | 2               | 0               | UCL+UEL            | 5+0                | 1+0                | -           | -           | -           | 20     | 3      |
| Totale Šachtar  | Totale Šachtar  | Totale Šachtar  | 27         | 7          |                 | 2               | 0               |                    | 8                  | 2                  |             | -           | -           | 37     | 9      |
| lug.-dic. 2024  | FC Cincinnati   | MLS             | 23+2       | 6+0        | CU              | -               | -               | -                  | -                  | -                  | LC          | 4           | 0           | 29     | 6      |
| Totale carriera | Totale carriera | Totale carriera | 83         | 18         |                 | 2               | 0               |                    | 8                  | 2                  |             | 4           | 0           | 97     | 20     |

## Palmarès
- Campionato ucraino: 1

Šachtar: 2022-2023